# Jean Baptiste Cordonnier
Jean Baptiste Cordonnier, né à Haubourdin le 9 février 1820 et mort à Lille le 9 décembre 1902 est un architecte français.
Premier d'une famille d'architectes, il est le père de Louis Marie Cordonnier (1854-1940) et le grand-père de Louis-Stanislas Cordonnier (1884-1960).

## Biographie

### Famille et formation

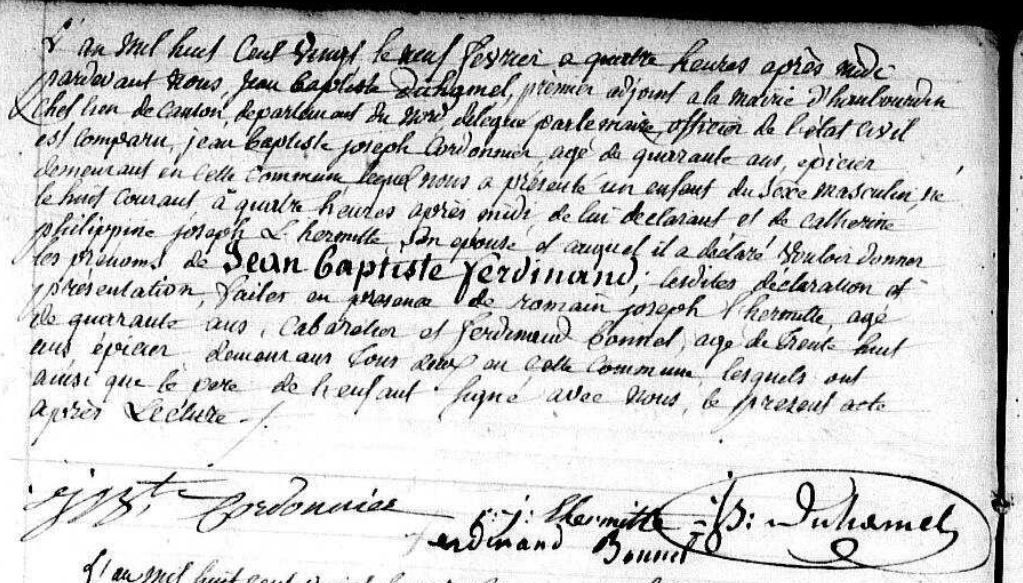
Acte de naissance de Jean Baptiste Ferdinand Cordonnier.

Jean Baptiste Ferdinand Cordonnier est né le 9 février 1820 à Haubourdin du mariage de Jean Baptiste Joseph Cordonnier et de Catherine Philippine Joseph Lhermitte.
Il se forme à l'architecture à l'école des Beaux-Arts de Paris, promotion 1845, où il est élève de Pierre-Joseph Garrez.
Le 8 juillet 1851 à Haubourdin, il épouse Rosalie Cambron. De ce mariage naissent cinq enfants dont Louis Marie Cordonnier qui sera également architecte.

### Carrière artistique
Il ouvre un cabinet dans sa ville natale en 1849. Sa notoriété est telle qu’on lui passe commande de l’hôtel de ville de Loos, avec son beffroi. Il puise ses sources d’inspiration dans les exemples régionaux auxquels il adapte les matériaux nouveaux.
Il est membre fondateur de la société des architectes du Nord en 1868.
Il meurt en 1902; son fils Louis Marie et son petit-fils Louis-Stanislas prennent la relève.

## Principales réalisations
Jean Baptiste Cordonnier a dessiné les plans de plusieurs bâtiments, dont :
- à Haubourdin, l'église Saint-Maclou, l'hôpital et la chapelle (1878) ;
- à Loos-lez-Lille, l'hôtel de ville et le beffroi [3] ; commandité par la ville, c'est son fils Louis-Marie qui s'attelle à la tâche, premier édifice d'une longue série.
- à Laventie, l'église Saint-Vaast (1882)[4].